# Bơi lội tại Đại hội Thể thao Đông Nam Á 2001
Bơi lội tại Đại hội Thể thao Đông Nam Á năm 2001 diễn ra từ ngày 10 đến 18 tháng 9 năm 2001 tại Trung tâm Bơi lội Quốc gia, Khu Liên hợp Thể thao Quốc gia, Kuala Lumpur, Malaysia. Đây là một trong 4 môn thể thao thuộc nhóm các môn thể thao dưới nước bên cạnh nhảy cầu, bơi nghệ thuật và bóng nước.
Chương trình thi đấu bao gồm đa dạng các nội dung thi đấu chuẩn quốc tế: tự do (50 m, 100 m, 200 m, 400 m, 800 m nữ và 1500 m nam), ngửa (100 m, 200 m), ếch (100 m, 200 m), bướm (100 m, 200 m), hỗn hợp cá nhân (200 m và 400 m) cùng ba nội dung tiếp sức: tự do (4 × 100 m, 4 × 200 m) và hỗn hợp (4 × 100 m).
Đoàn thể thao Thái Lan giành được 12 tấm huy chương vàng, xếp thứ nhất toàn đoàn, trong khi đó đoàn chủ nhà Malaysia xếp thứ hai với 9 huy chương vàng.

## Tóm tắt kết quả
Nội dung của nam
| Nội dung                   | Vàng                 | Vàng     | Bạc                     | Bạc      | Đồng                    | Đồng     |
| -------------------------- | -------------------- | -------- | ----------------------- | -------- | ----------------------- | -------- |
| 50 m tự do                 | Richard Sam Bera     | 23.03    | Arwut Chinnapasaen      | 23.36    | Allen Ong Hou Ming      | 23.55    |
| 100 m tự do                | Richard Sam Bera     | 50.8     | Allen Ong Hou Ming      | 51.31    | Mark Chay               | 51.76    |
| 200 m tự do                | Mark Chay            | 1:52.67  | Dulyarit Phuangthong    | 1:52.87  | Sng Ju Wei              | 1:54.33  |
| 400 m tự do                | Torwai Sethsothorn   | 3:58.18  | Miguel Mendoza          | 3:59.75  | Dieung Manggang         | 4:00.12  |
| 1500 m tự do               | Torwai Sethsothorn   | 15:49.72 | Miguel Mendoza          | 15:54.00 | Dieung Manggang         | 15:55.73 |
|                            |                      |          |                         |          |                         |          |
| 100 m bơi ngửa             | Alex Lim Keng Liat   | 56.16    | Dulyarit Phuangthong    | 57.71    | Gary Tan                | 57.89    |
| 200 m bơi ngửa             | Alex Lim Keng Liat   | 2:02.91  | Gary Tan                | 2:06.10  | Gerald Koh              | 2:07.01  |
|                            |                      |          |                         |          |                         |          |
| 100 m bơi ếch              | Wong Fu Kang         | 1:02.16  | Trần Xuân Hiền          | 1:04.94  | Muhammad Akbar Nasution | 1:06.04  |
| 200 m bơi ếch              | Elvin Chia           | 2:18.40  | Muhammad Akbar Nasution | 2:22.82  | Chanarong Amonattakul   | 2:23.48  |
|                            |                      |          |                         |          |                         |          |
| 100 m bơi bướm             | Anthony Ang          | 55.40    | Allen Ong Hou Ming      | 55.72    | Gan Wei Ming            | 56.38    |
| 200 m bơi bướm             | Anthony Ang          | 2:01.84  | Gan Wei Ming            | 2:05.14  | Dieung Manggang         | 2:05.70  |
|                            |                      |          |                         |          |                         |          |
| 200 m hỗn hợp cá nhân      | Dulyarit Phuangthong | 2:05.75  | Miguel Molina           | 2:06.25  | Pathunyu Yimsomruay     | 2:07.38  |
| 400 m hỗn hợp cá nhân      | Torwai Sethsothorn   | 4:29.43  | Carlo Piccio            | 4:30.31  | Pathunyu Yimsomruay     | 4:32.29  |
|                            |                      |          |                         |          |                         |          |
| 4 × 100 m tiếp sức tự do   | Singapore            | 3:27.49  | Indonesia               | 3:31.01  | Thái Lan                | 3:39.38  |
| 4 × 200 m tiếp sức tự do   | Singapore            | 7:38.82  | Thái Lan                | 7:39.76  | Philippines             | 7:41.17  |
| 4 × 100 m tiếp sức hỗn hợp | Malaysia             | 3:46.29  | Singapore               | 3:51.36  | Indonesia               | 3:52.91  |

Nội dung của nữ
| Nội dung                   | Vàng                     | Vàng    | Bạc                   | Bạc     | Đồng                     | Đồng    |
| -------------------------- | ------------------------ | ------- | --------------------- | ------- | ------------------------ | ------- |
| 50 m tự do                 | Moe Thu Aung             | 26.34   | Joscelin Yeo Wei Ling | 26.41   | Jacqueline Lim Kim Tor   | 26.79   |
| 100 m tự do                | Joscelin Yeo Wei Ling    | 57.13   | Moe Thu Aung          | 57.61   | Pilin Tachakittiranan    | 58.69   |
| 200 m tự do                | Pilin Tachakittiranan    | 2:04.70 | Chorkaew Choompol     | 2:05.98 | Siripiya Sutanto         | 2:07.24 |
| 400 m tự do                | Ravee Intporn-Udom       | 4:24.53 | Pilin Tachakittiranan | 4:24.73 | Sia Wai Yen              | 4:24.87 |
| 800 m tự do                | Ravee Intporn-Udom       | 9:02.84 | Sia Wai Yen           | 9:03.00 | Pornrada Srisawat        | 9:10.96 |
|                            |                          |         |                       |         |                          |         |
| 100 m bơi ngửa             | Chonlathorn Vorathamrong | 1:03.93 | Lizza Danila          | 1:05.10 | Chorkaew Choompol        | 1:07.34 |
| 200 m bơi ngửa             | Chonlathorn Vorathamrong | 2:19.82 | Lizza Danila          | 2:23.47 | Sia Wai Yen              | 2:23.87 |
|                            |                          |         |                       |         |                          |         |
| 100 m bơi ếch              | Nicolette Teo            | 1:12.64 | Jenny Guerrero        | 1:12.91 | Siow Yi Ting             | 1:13.69 |
| 200 m bơi ếch              | Siow Yi Ting             | 2:31.90 | Nicolette Teo         | 2:35.01 | Jenny Guerrero           | 2:36.05 |
|                            |                          |         |                       |         |                          |         |
| 100 m bơi bướm             | Joscelin Yeo Wei Ling    | 1:01.16 | Moe Thu Aung          | 1:01.76 | Pilin Tachakittiranan    | 1:03.69 |
| 200 m bơi bướm             | Christel Bouvron Mei Yen | 2:17.37 | Pilin Tachakittiranan | 2:19.62 | Tachaphorn Iamsanitamorn | 2:20.64 |
|                            |                          |         |                       |         |                          |         |
| 200 m hỗn hợp cá nhân      | Joscelin Yeo Wei Ling    | 2:19.76 | Siow Yi Ting          | 2:21.80 | Sia Wai Yen              | 2:22.44 |
| 400 m hỗn hợp cá nhân      | Sia Wai Yen              | 4:55.87 | Ravee Intporn-Udom    | 5:03.00 | Jenny Guerrero           | 5:08.09 |
|                            |                          |         |                       |         |                          |         |
| 4 × 100 m tiếp sức tự do   | Thái Lan                 | 3:54.11 | Singapore             | 3:54.75 | Malaysia                 | 4:03.38 |
| 4 × 200 m tiếp sức tự do   | Thái Lan                 | 8:32.07 | Singapore             | 8:38.73 | Malaysia                 | 8:45.14 |
| 4 × 100 m tiếp sức hỗn hợp | Thái Lan                 | 4:22.01 | Singapore             | 4:23.41 | Philippines              | 4:23.74 |

## Bảng huy chương
| Hạng               | Đoàn               | Vàng | Bạc | Đồng | Tổng số |
| ------------------ | ------------------ | ---- | --- | ---- | ------- |
| 1                  | Thái Lan (THA)     | 12   | 8   | 9    | 29      |
| 2                  | Malaysia (MAS)     | 9    | 4   | 10   | 23      |
| 3                  | Singapore (SIN)    | 8    | 8   | 6    | 22      |
| 4                  | Indonesia (INA)    | 2    | 2   | 3    | 7       |
| 5                  | Myanmar (MYA)      | 1    | 2   | 0    | 3       |
| 6                  | Philippines (PHI)  | 0    | 7   | 4    | 11      |
| 7                  | Việt Nam (VIE)     | 0    | 1   | 0    | 1       |
| Tổng số (7 đơn vị) | Tổng số (7 đơn vị) | 32   | 32  | 32   | 96      |